# Kovan (metrostation)
Kovan is een metrostation van de metro van Singapore aan de North East Line.